# Abriola
Abriola es un municipio de 1.804 habitantes que integra la Provincia de Potenza, con una extensión de 96 km².

## Historia
No existen testimonios verdaderos sobre el origen de esta ciudad, la única certeza de su establecimiento se encuentra en torno al siglo IX, cuando los Sarracenos, después de la ocupación de Conza en el 872, se internaron en el territorio de Lucania y en Abriola fundaron una pequeña ciudadela fortificada. 
En el 907, la ciudad fue cedida por los sarracenos al lombardo Sirifo. En esta época nace el nombre de Abriola, que deriva de la palabra Briola, que significa, Coto de caza de un conde Lombardo. Esta interpretación se ve afirmada en su escudo de armas, en el cual se puede observar claramente la imagen de un jabalí, que indicaba la existencia de la caza en esta zona.
En el siglo XII este feudo fue cedido al Principado de Taranto. En el transcurso de los siglos siguientes el feudo pasó por diversas manos, pasando por manos de D'Orange, Di Sangro, Caracciolo hasta los Federici.

## Evolución demográfica
| Gráfica de evolución demográfica de Abriola entre 1861 y 2001 |
|                                                               |
| Fuente ISTAT - elaboración gráfica de Wikipedia               |